# Провісники бурі
«Провісники бурі» (Thunderbirds) — американський науково-фантастичний пригодницький бойовик 2004 року режисера Джонатана Фрейкса, сценаристів Вільяма Осборна та Майкла Маккаллерса, заснований на однойменному анімаційному серіалі 1960-х, створеному Джеррі та Сільвією Андерсон.
«Провісники бурі» — рятувальний загін, призначений боротися зі світовими катаклізмами в будь-якій точці Землі. Та коли їхню штаб-квартиру захоплює злочинець Гуд, протистояти йому опиняються в змозі лише троє підлітків — кандидатів у «Провісники бурі».

## Сюжет
У 2010 році діє організація «Міжнародний порятунок» на чолі з овдовілим колишнім астронавтом Джеффом Трейсі. Штаб-квартира організації розташована на острові в південній частині Тихого океану та обладнана фантастичними машинами під назвою «Провісники бурі». Молодший син Джеффа, Алан, відвідує школу-інтернат у Массачусетсі, разом зі своїм найкращим другом Ферматом Гакенбакером, сином інженера Рея Брейнса. Алан мріє стати пілотом «Провісників бурі», бо його старші брати Скотт, Джон, Вергілій і Гордон вже пілоти. Вони — всесвітньо улюблені герої, проте, розташування їхньої штаб-квартири тримається в таємниці.
На весняні канікули Алан та Фермат прибувають на острів, де зустрічаються з Тін-Тін, дочкою дворецького Кірано. Алан намагається пілотувати одного «Провісника бурі», за що батько сварить його. Він зазначає, що несанкціонований запуск міг видати розташування острова. Тим часом зловмисник-телепат Гуд під час останньої рятувальної операції встановив на один з «Провісників бурі» радіомаячок. Він дистанційно запускає ракету «Провісник бурі — 1» у космічну станцію «Провісник бурі — 5». Рятувальники вилітають на станцію, а біля острова спливає підводний човен Гуда. Його команда захоплює острів, щоб скористатися «Провісниками бурі» для грабунку банків по всьому світу. Гуд пояснює, що Джефф колись покинув його помирати замість брата, Кірано, і тому це помста.
Алан, Фермат і Тін-Тін потай пробираються виймають процесор керування з літака «Провісник бурі — 2». Потім вони потрапляють у Гуда. Він звинувачує Джеффа в тому, що той не врятував свою дружину, змушуючи Алана сумніватися в своєму батькові. Підлітки тікають крізь службовий тунель і подорожують крізь джунглі до радіовежі, звідки зв'язуються з рятувальниками в космосі. Їх переслідує поплічник Гуда на ім'я Муліон. Алану вдається втекти на знайденому в ангарі летючому мотоциклі, а Фермата й Тін-Тін схоплює Муліон.
Агентка «Міжнародного порятунку» Леді Пенелопа та її водій Паркер отримують сигнал лиха з острова та вирушають туди на летючому автомобілі. Вони вступають у бій із прислужниками Гуда, але Гуд телепатично приголомшує їх. Потім він змушує Алана віддати процесор керування, погрожуючи завдати шкоди його друзям. Алан підкоряється, і їх усіх закривають у холодильній камері комплексу.
Гуд і його банда летить на «Провіснику бурі — 2» до Лондона та використовують скрепер «Кріт», щоб пробуритися до сховища Банку Англії. Алан і його друзі проникають до ангара з «Провісником бурі — 5», і рятують у Лондоні потонулий внаслідок дій Гуда поїзд. Решта родини Трейсі повертаються з космосу і протистоять Гуду в Банку, де він захоплює Джеффа та леді Пенелопу та кидає виклик Алану. Алан зависає над працюючим буром «Крота», але Тін-Тін, будучи племінницею Гуда, завдає лиходієві телепатичного удару. Гуд глузує з Алана, щоб він дозволив йому померти, як це зробив його батько, але Алан рятує його, знаючи, що його батько насправді хотів урятувати Гуда.
Гуда та його команду заарештовують. Алан, Фермат і Тін-Тін стають офіційними членами команди.

## Знімались
| Актор           | Роль           |
| --------------- | -------------- |
| Білл Пекстон    | Джефф          |
| Ентоні Едвардс  | Брейнс         |
| Бен Кінгслі     | Гуд            |
| Бреді Корбет    | Алан           |
| Луї Гірш        | директор школи |
| Деметрі Горіцас | новинар        |
| Джені Френсіс   | Ліса           |
| Філіп Вінчестер | Скотт          |
| Деобія Опарей   | Муліон         |
| Домінік Коленсо | Віргіл         |
| Софія Майлс     | Пенелопа       |
| Рон Кук         | Паркер         |

## Оцінки й відгуки
Фільм отримав переважно негативні рецензії. На сайті Rotten Tomatoes його схвалили лише 19 % критиків. «Провісників бурі» часто називали калькою «Дітей-шпигунів».
«Провісники бурі» стали касовим провалом, зібравши у світовому прокаті 28,2 млн доларів при бюджеті у 57 млн доларів. Режисер Джонатан Фрейкс пояснив комерційний провал фільму конкуренцією з боку «Шрека 2» і «Людини-павука 2».